# The Ultimate Aural Orgasm
The Ultimate Aural Orgasm är ett album av Scooter, utgivet i februari 2007. Musiken är Hardtrance, Trance och en del Dance.

## Låtlista
1. "Horny in Jericho"
2. "Behind the Cow"
3. "Does the Fish Have Chips?"
4. "The United Vibe"
5. "Lass uns Tanzen"
6. "U.F.O. Phenomena"
7. "Ratty's Revenge"
8. "The Shit That Killed Elvis"
9. "Imaginary Battle"
10. "Scarborough Affair"
11. "East Sands Anthem"
12. "Love Is an Ocean"